# Бербетешть (Ясси)
Бербетешть, Бербетешті (рум. Bărbătești) — село у повіті Ясси в Румунії. Входить до складу комуни Кукутень.
Село розташоване на відстані 321 км на північ від Бухареста, 53 км на захід від Ясс.

## Населення
За даними перепису населення 2002 року у селі проживала 221 особа, усі — румуни. Усі жителі села рідною мовою назвали румунську.